# 江西庐山足球俱乐部
江西庐山足球俱乐部，原名江西联盛足球俱乐部、江西北大门足球俱乐部、九江联盛足球俱乐部，是一家位于中国江西省九江市瑞昌市的足球俱乐部。目前主场设在瑞昌市，现参加中国足球乙级联赛。
球队的训练基地设在江西省南昌市瑶湖奥体中心，江西庐山足球俱乐部是江西足球史上的唯一一支经营主体不变的江西本土职业球队，同时也是本赛季中乙球队中运营时间最长的球队，中乙联赛历史上第二长的球队。

## 历史
江西庐山足球俱乐部是江西职业足球史上存活时间最长，唯一未曾异地搬迁至外省的本土职业球队。其前身为九江联盛足球俱乐部，最初由一群足球运动爱好者在九江市联盛集团严永敏董事长领导下组成的业余足球队，隶属九江市联盛集团，成立于2002年4月3日。

### 业余俱乐部时期

##### 2002年
2002年，九江联盛实业集团有限公司董事长严永敏创建九江联盛业余足球队。

##### 2008年
2008年，联盛集团正式成立了九江联盛业余足球俱乐部。

##### 2009賽季
九江聯盛首次参加全国足球业余联赛，获得第5名，战绩为2胜2平3负。

##### 2010賽季
九江聯盛第二次參加获得中国足球协会业余联赛第7名，战绩为2平4负。

##### 2011賽季
球队踏上第三次征程，取得全国足球业余联赛南部联赛榜首，晋级总决赛。总决赛中0-2不敌大连龙卷风队,位列榜眼站上了第三级别职业联赛中乙的舞台。

### 江西联盛时期

##### 2012賽季
1. 2012年2月23日，九江联盛更名为江西联盛成立职业足球俱乐部。[2]2012年5月3日，江西联盛足球俱乐部成立新闻发布会暨庆典仪式在江西饭店举行。[3]同時江西联盛参加乙级联赛填补因南昌衡源迁回上海更名上海申鑫后留下江西省无一职业球队的空白。

- 本賽季九江聯盛在中乙南區預賽階段取得了6勝12平6负的戰績，位列南區第八，總排名第十五。

##### 2013赛季
1. 2013年4月21日，俱乐部与九江湖滨小学、九江三中以及江西师范大学签定了“联盛校园足球青训计划”，希望形成一个金字塔结构的校园青训流水线。[4]

- 本赛季江西联盛的表现不尽人意。在中乙南区预赛阶段遭遇开局三连败，后又遭遇三连平，赛程过半仅取三分，直至赛季结束，仅取得2胜6平4负的成绩，位列南区第5名，无缘淘汰赛。

##### 2014赛季
1. 休赛期，联盛决定进行引援，其中包含忻峰 、李钢 、戈伟 、渠成等球员。

- 在中乙联赛南区预赛中，江西联盛队以10胜4平2负，积34分位列南区季军获得决赛资格。在中乙¼决赛中，联盛双回合3-2击败击败南京钱宝^2 晋级。2014年10月18日，在半决赛中，首回合主场联盛1-1战平梅州五华足球队，次回合客场2-1补时绝杀对手晋级总决赛。2014年10月25日下午，江西联盛足球队2：0太原中优嘉怡足球从而获得2014年中乙联赛冠军，同时也是继南昌八一衡源足球队2005年获得中乙联赛冠军后又一支江西球队获得中乙联赛冠军。
- 足协杯赛场上，联盛首轮3比0战胜山东腾鼎 ，第二轮主场0比1被延边泉阳泉队淘汰出局。

##### 2015赛季
1. 因财政因素影响，升至中甲后未能引援补强阵容，本赛季的联盛状态糟糕。

- 中甲联赛前十九轮仅取得2胜6平的糟糕战绩。联赛第22轮，联盛队2比2战平深圳宇恒后，提前一轮降级至中乙联赛。
- 足协杯赛场上，第二轮点球大战4比3战胜丽江嘉云昊、第三轮联盛主场4比0爆冷战胜辽宁盘锦宏运，但在随后的第四轮主场2比3败给贵州人和，止步16强。

##### 2016赛季
- 中乙南区预赛中，联盛取得7胜10平1负的战绩，位居南区第三名晋级决赛。在¼决赛中，联盛总比分3比1淘汰了北区第二名河北精英传媒。在½决赛中，联盛队在首回合主场3比1获胜，但在次回合客场0比2不敌保定容大，无缘晋级中甲联赛。^3 在三四名排位赛中，该比赛在中立场地进行，联盛队3比2比赛四川安纳普尔纳那，最终获得中乙联赛季军。
- 在足协杯赛场上，联盛队在首轮即0比1被沈阳城市建设^4 无缘决赛阶淘汰出局。

##### 2017赛季
1. 主场搬迁至江西省奥体中心体育场。

- 中乙南区预赛中，联盛前九轮比赛中取得4胜3平1负，高居南区第三名 。但赛季结束后，江西联盛仅取得9胜7平6负的成绩，位列南区第7名。
- 足协杯赛场上，江西联盛先后在第一轮3比2战胜上海聚运动、第二轮1比0战胜北京北控 ，但在第三轮主场0比1不敌江苏苏宁，淘汰出局。
- 在第十三届全国运动会男子足球城市组预赛中，江西联盛首回合主场1比1战平、客场0比1告负，总比分1比2负于宁夏山屿海，无缘决赛阶段。

##### 2018赛季
1. 主场搬迁到瑞昌市体育公园。

- 中乙南区预赛中，联盛取得7胜9平10负的成绩，位居南区第11名无缘决赛阶段。排位赛中，江西联盛对上北区第11名北京理工，首回合客场1比3告负，次回合主场2比2战平，总比分3比5不敌北京理工，获得中乙联赛第22名。
- 足协杯赛场上，江西联盛第二轮客场0比2负于海口博盈队，遗憾出局

##### 2019赛季
- 中乙南区预赛中，联盛取得19胜4平7负积61分的成绩，获得南区季军，成功进入附加赛。在冲甲附加赛中，面对北区第二名泰州远大，联盛主场0比1告负，客场2比2战平对手，总比分2比3无缘直接升甲。在第三轮附加赛中，江西联盛与河北精英争夺第五名，江西联盛分别在首回合主场1比3、次回合客场1比4，总比分2比7落败，最终获得第6名。^5
- 在中国足协杯赛场上，江西联盛国贸在第一轮1比0战胜中冠球队南京巴兰塔，在第二轮常规时间0比0战平拉萨城投，点球大战0比3告负，无缘下一轮比赛。

##### 2020赛季
1. 因疫情等多方影响，多只球队解散，联盛队得以递补的方式重回中甲联赛。

- 中甲联赛第一阶段，联盛被分到了B组梅州赛区，因疫情影响，联盛派出全华班阵容，仅取得1胜2平7负位列梅州赛末位。中甲联赛第二阶段保级组的比赛中，江西联盛仅取4平1负积4分，排位常州赛区第6名，需参加保级附加赛。在两回合的保级附加赛中，江西联盛首回合2比1获胜、次回合1比1战平北京人和队，两回合总比分3比2保级成功。^6 ^7

### 江西北大门时期

##### 2021賽季
1. 2021年2月3日，江西联盛足球俱乐部更名为江西北大门足球俱乐部

- 中甲联赛第一阶段，江西北大门以全华班出战，仅拿到2胜2平6负积8分的战绩，位列中甲联赛第14位。但第31轮过后，在联赛还剩3轮，当时排名倒数第三的江西北大门队领先倒数第二的北京理工队12分，提前保级。^8

^9 
- 在中国足协杯赛场上，江西北大门在资格赛中0比2不敌武汉三镇队，无缘正赛。

##### 2022赛季
- 在中甲联赛还剩六轮情况下，北大门领先降级区13分。但不久后，足协就球队欠薪问题开出罚单，扣除球队6个联赛积分使得保级形势比再次严肃起来。联赛倒数第二轮，北大门2比1战胜淄博蹴鞠，得以提前一轮保级。
- 在中国足协杯赛场上，北大门第一轮4比3战胜新疆天山雪豹，第二轮0比5不敌上海申花，无缘下一轮比赛。^10

### 江西庐山时期

##### 2023赛季
1. 2023年3月8日，江西北大门足球俱乐部更名为江西庐山足球俱乐部。
2. 因足协处罚，庐山队无法进行引援。
3. 2023年5月26日，俱乐部官宣新任主帅贝内·利马。

- 中甲联赛前七轮，庐山队仅取得1平6负的战绩。联赛二十七轮后仅积18分落后苏州东吴10分确定降级。联赛第三十轮，主场不敌广西平果哈嘹，被无锡吴钩反超一分，位列联赛倒数第一。

##### 2024赛季
1. 因财政等多方影响，多只球队解散，庐山队得以递补的方式再次重回中甲联赛。

- 中甲联赛前十八轮，江西庐山仅取得、4平14负的战绩，排名联赛垫底。中甲第十九轮，江西庐山主场迎战来访的重庆铜梁龙，江西庐山1-0爆冷击败重庆铜梁龙，获得联赛首胜，这也是江西近两个赛季以来赢下的最强大的对手。
- 9月5日，江西庐山俱乐部死忠球迷桂二牛逝世，从此之后我们再看不到牛哥在看台上助威的身影，愿天堂仍有足球相伴。
- 第二十八轮，庐山在最后一刻惨遭佛山南狮绝杀，且由于启用了递补规则，提前两轮惨遭降级。

##### 2025赛季
1. 在市政府与联盛集团等各方积极努力协作的作用下，庐山得通过准入名单参加下赛季的职业联赛。但因足协关于递补的相关规定，庐山队并不能递补参加下赛季的中甲联赛，而是降级至中乙联赛。
2. 2024赛季的中乙联赛将会有24支队伍参赛，其余23支俱乐部地理位置相较其他球队较北，因此江西庐山将会被分到北区。

- 3月16日，足协杯第二轮，江西庐山客场0-3厦门集美诚毅。4月19日，足协杯第三轮，江西庐山主场0-1不敌青岛红狮，无缘下一轮足协杯。足协杯第三轮，江西庐山0-1青岛红狮｜主队球员拼抢球

足协杯第三轮，江西庐山0-1青岛红狮｜主队球员拼抢球

- 中乙联赛第九轮，江西庐山客场1-4南通海门珂缔缘。第十轮，江西庐山主场2-4惨败湖北青年星，仅积4胜3平4负。5月23日，俱乐部官宣主教练王波下课，前任主教练岳松涛接过教鞭。
- 7月13日，江西省城市足球超级联赛开幕在即，九江队应邀参加与在江西庐山队主场举行的热身友谊赛，最终江西庐山2-0九江队，这是江西足球历史上首次九江德比。

^11 
注意:
- ^1  现名梅州客家，现征战中超
- ^1  后改名成都钱宝，现已解散
- ^3  2016-17赛季中乙联赛总决赛，若双方两回合总比分战平,则客场进球数多的一方晋级下一轮。
- ^4  现名辽宁铁人，现征战中甲
- ^5  2019年中乙联赛南北区榜首两支球队直接升至中甲联赛；南北区第二、三名将进行交叉主客场淘汰赛，决出第三名直接升级；另外，第四名和第五名将参加升降级附加赛，争夺另外两个中甲名额。
- ^6  因疫情等因素影响，2020-2021赛季中甲联赛采用赛会制。
- ^7  因疫情等因素影响，2020-2021赛季足协杯中甲球队仅限上赛季中甲前8名报名，因此联盛未能参加足协杯。
- ^8  因疫情等因素影响，2021-2022赛季中甲联赛采用赛会制。
- ^9  本赛季中甲联赛实行升2降2政策
- ^10  该场比赛在足协调查为假赛
- ^11  如俱乐部第一年联赛已降级并按相关原则递补回原级别联赛；但其仍在第二年联赛中依然降级，则不被允许继续递补，递补资格按照递补顺序由其他俱乐部获得。

## 德比对手及过往战绩
- 赣州瑞狮

2025年3月4日，江西庐山坐镇主场瑞昌体育公园举行俱乐部友谊赛，迎来了首个德比对手赣州瑞狮，全场比赛1-2不敌对手。
2025年3月6日，江西庐山俱乐部友谊赛二番战赣州瑞狮，2-0取得历史首个江西德比开门红。
2025赛季第X轮，中乙预赛南区，江西庐山队迎来了队史上江西德比对手赣州瑞狮。

## 现役阵容

中乙联赛第七轮，江西庐山2-0泰安天贶｜赛后李晨谢场

| 號碼   | 國籍   | 姓名   | 年龄           |        |        |        |        |        |        |        |
| 守門員 | 守門員 | 守門員 | 守門員         | 守門員 | 守門員 | 守門員 | 守門員 | 守門員 | 守門員 | 守門員 |
| ------ | ------ | ------ | -------------- | ------ | ------ | ------ | ------ | ------ | ------ | ------ |
| 1      | 中国   | 王琦   | 1993年11月13日 |        |        |        |        |        |        |        |
| 19     | 中国   | 陈俊旭 | 1999年11月19日 |        |        |        |        |        |        |        |
| 34     | 中国   | 马昆越 | 2001年4月27日  |        |        |        |        |        |        |        |
| 後衛   |        |        |                |        |        |        |        |        |        |        |
| XX     | 中国   | XX     | 2005年5月11日  |        |        |        |        |        |        |        |
| 中場   |        |        |                |        |        |        |        |        |        |        |
| XX     | 中国   | XX     | 2005年5月11日  |        |        |        |        |        |        |        |
| 前鋒   |        |        |                |        |        |        |        |        |        |        |
| XX     | 中国   | XX     | 2005年5月11日  |        |        |        |        |        |        |        |

【*】：符合中國足協規定的U21球員
【**】：外援球員

## 曾用名
- 2002–2012: 九江联盛
- 2012–2020: 江西联盛
- 2021–2022: 江西北大门
- 2023- 至今: 江西庐山

## 主要荣誉
2012年中国足球乙级联赛位列南区第8名。
2013年中国足球乙级联赛位列南区第5名。
2014年中国足球乙级联赛冠军。
2016年中国足球乙级联赛季军。

## 球队主场

### 江西省奥体中心体育场
2012年开始作为江西联盛队主场。江西省奥体中心体育场于2011年正式竣工，占地总面积11.1万平方米，场地最高可容纳50000人，由标准天然草坪足球场和橡胶田径场组成，可举办全国性和国际综合类田径比赛。
2017年，主场再次迁至江西省奥体中心体育场。

### 九江市体育中心体育场
2015-16赛季末，因消防升级整改，联盛将剩余五场主场比赛迁至九江市体育中心体育场
。2009年竣工，占地总面积14.59万平方，可容纳31000人，能承办国际、国内单项体育赛事和省、市综合性运动会。

### 瑞昌市体育公园体育场

瑞昌体育场

2018-19赛季初，俱乐部搬迁至瑞昌市体育公园体育场。瑞昌市体育公园体育场于2013年5月正式竣工，占地总面积4万平方米，场地最高可容纳13188人。

## 球迷协会/组织

24赛季中甲江西庐山主场2-5苏州东吴，半场0-3战罢，庐山球迷会会长失望的看向场内

中乙联赛第七轮，江西庐山2-0泰安天贶｜赛后球迷庆祝

- 南昌洪城球迷会
- 南昌八一球迷俱乐部
- 南昌县洪霸球迷会
- 高安球迷协会
- 九江永相随球迷会
- 九江球迷大联盟
- 九江力量之源球迷协会
- 九江浔阳区球迷协会
- 瑞昌市球迷协会
- 金立成球迷协会
- 黄梅农民球迷协会
- 赣青联合

## 争议事件

### 足协处罚“打假球”队员
2024年9月10日，国家体育总局、公安部召开足球职业联赛“假赌黑”问题专项整治行动新闻发布会，会议通报了公安机关依法严肃查处足球领域赌球、假球等违法犯罪情况，以及中国足协对61名涉案足球从业人员的纪律处罚情况：江西庐山俱乐部（原江西北大门俱乐部）永久禁赛四人：孙东、彭浩、杨文吉、李嘉玮。五年禁赛四人：巴合江·吾尔满、余尖峰、刘泽锋、刘文浩。
2022赛季，江西北大门俱乐部早早保级，使得俱乐部无需担心降级风险。但因疫情因素俱乐部陷入财政危机，支付不出应有的工资和奖金，给了球员假赛的契机。
9月11日，江西庐山俱乐部在其社交媒体发布关于处罚名单的《声明》：
1. “坚决拥护关于足协的处罚规定。”
2. “假赛系球员个人行为，与俱乐部无关。”

9月12日，杨文吉在其个人社交媒体发文控诉庐山俱乐部因拖欠工资迫不得已打假球：
1. “我收钱的场次是在足协杯主场迎战申花（比赛共有禁赛七人上场），那场球我收了4万4。大概在11月中旬，那时候总共就只发了3个月的工资。”
2. “一个月工资1万2，赢球奖是一场10万（全队）。半年下来没有一分钱奖金，可以说是白干了半年。”
3. “足协嘴上说有一个球员签字球队就不能通过准入，但也只是嘴上说。你可以去足协申请仲裁，但是仲裁期间很长，会错过一个转会窗口使大家面临半年无球可踢的局面。所以大多数情况下球员只能选择和俱乐部签无债务纠纷从而换取自由身。”

同日晚些时候，孙东也在个人社交媒体发布一篇长文：
1. “我出事的那场球是11月份的足协杯，我涉案金额是2万4元，那场我没上场（唯一一个未上场比赛被禁赛的球员）。”
2. “21赛季江西北大门就开始欠薪了，整整16个月没发钱，最后只能发50%的工资。”

## 赛季排名
历史数据
数据截至2024赛季[2024年11月6日最后修订].
| 赛季 | 联赛           | 比赛场数 | 胜 | 平 | 负 | 进球数 | 丢球数 | 净胜球数 | 积分 | 联赛排名 | 中国足协杯 | 场均人数 | 足球场               |
| ---- | -------------- | -------- | -- | -- | -- | ------ | ------ | -------- | ---- | -------- | ---------- | -------- | -------------------- |
| 2008 | 江西省超级联赛 |          |    |    |    |        |        |          |      |          | 未举办     | /        |                      |
| 2009 | 中冠           |          |    |    |    |        |        |          |      | 5        | 未举办     | /        |                      |
| 2010 | 中冠           |          |    |    |    |        |        |          |      | 7        | 未举办     | /        |                      |
| 2011 | 中冠           |          |    |    |    |        |        |          |      | 亚军     | 无资格     | /        |                      |
| 2012 | 中乙           | 24       | 6  | 12 | 6  | 36     | 32     | 4        | 30   | 8 1      | 无资格     | 1,063    | 江西省奥体中心体育场 |
| 2013 | 中乙           | 12       | 2  | 6  | 4  | 9      | 14     | −5       | 12   | 5 1      | 无资格     | /        | 江西省奥体中心体育场 |
| 2014 | 中乙           | 21       | 13 | 5  | 3  | 33     | 13     | 20       | 34 1 | 冠军     | 第二轮     | 1,200    | 江西省奥体中心体育场 |
| 2015 | 中甲           | 30       | 5  | 8  | 17 | 32     | 50     | −18      | 23   | 16       | 十六强     | 5,349    | 江西省奥体中心体育场 |
| 2016 | 中乙           | 23       | 10 | 11 | 2  | 31     | 20     | 11       | 41   | 季军     | 第一轮     | 5,266    | 九江市体育中心体育场 |
| 2017 | 中乙           | 24       | 10 | 7  | 7  | 26     | 23     | 3        | 37   | 14       | 第三轮     | 1,636    | 九江市体育中心体育场 |
| 2018 | 中乙           | 28       | 7  | 10 | 11 | 36     | 37     | −1       | 31   | 22       | 第二轮     | 5,000    | 瑞昌市体育公园体育场 |
| 2019 | 中乙           | 30       | 19 | 4  | 7  | 41     | 21     | 20       | 61   | 6        | 第二轮     | /        | 瑞昌市体育公园体育场 |
| 2020 | 中甲           | 15       | 1  | 6  | 8  | 14     | 30     | -16      | 9    | 18 2     | 无资格     | /        | 瑞昌市体育公园体育场 |
| 2021 | 中甲           | 34       | 7  | 8  | 19 | 29     | 68     | -39      | 29   | 14       | 第三轮     | /        | 瑞昌市体育公园体育场 |
| 2022 | 中甲           | 34       | 10 | 9  | 15 | 40     | 51     | -11      | 33   | 14       | 第二轮     | /        | 瑞昌市体育公园体育场 |
| 2023 | 中甲           | 30       | 6  | 6  | 18 | 29     | 45     | -16      | 24   | 16 4     | 十六强     | /        | 瑞昌市体育公园体育场 |
| 2024 | 中甲           | 30       | 4  | 7  | 19 | 25     | 56     | -31      | 19   | 16       | 十六强     | /        | 瑞昌市体育公园体育场 |

- ^1  赛区分组赛阶段.
- ^2  通过升级附加赛避免降级.
- ^3  因欠薪问题足协处罚扣除联赛积分6分.
- ^4  递补返回中甲.

备注：

|    | 中超联赛 |    | 中甲联赛 |    | 中乙联赛 |  | 中冠联赛 |
| 冠 | 冠 军    | 亚 | 亚 军    | 季 | 季 军    |  | 降 级    |

## 历任主教练
| 执教时间            | 姓名        | 备注 |
| ------------------- | ----------- | ---- |
| 2010年              | 杨飞        |      |
| 2011年              | 宋黎辉      |      |
| 2012年              | 谷明昌      |      |
| 2012年10月          | 李晓        |      |
| 2015年3月           | 黄岩        |      |
| 2015年7月           | 孙卫        |      |
| 2016年1月           | 宋黎辉      |      |
| 2016年12月          | 范育红      |      |
| 2017年8月           | 卡左·乌力奇 |      |
| 2018年12月          | 黄勇        |      |
| 2022年11月          | 刘平豫      | 执行 |
| 2023年5月           | 贝内·利马   |      |
| 2023年8月           | 于明        |      |
| 2023年12月          | 李争        |      |
| 2024年4月-2025年5月 | 王波        |      |
| 2025年5月-至今      | 岳松涛      |      |

## 知名球迷

2023年足协杯第四轮，桂二牛赛前接受媒体采访

桂二牛（已逝）